# Macrohymenium acidodon
Macrohymenium acidodon là một loài Rêu trong họ Sematophyllaceae. Loài này được (Mont.) Dozy & Molk. mô tả khoa học đầu tiên năm 1848.